# Restio tetragonus
Restio tetragonus är en gräsväxtart som beskrevs av Carl Peter Thunberg. Restio tetragonus ingår i släktet Restio och familjen Restionaceae. Inga underarter finns listade i Catalogue of Life.